# Грегорио, Паскоал де
Паскоал де Грего́рио (порт.-браз. Pascoal/Paschoal de Gregório; 10 марта 1913, Нитерой, Рио-де-Жанейро — 6 декабря 1948, Нитерой, Рио-де-Жанейро) — бразильский футболист, нападающий.

## Карьера
Паскоал де Грегорио родился в Нитерое в семье, где было 15 детей. Он начал играть в футбол в местном любительском клубе «Фламенго». Оттуда футболист перешёл в «Бирон», а затем в «Комбинадо 5 июля». Затем Паскоал стал игроком клуба «Канто до Рио», с которым подписал свой первый профессиональный контракт.
В 1937 году Паскоал перешёл в «Ботафого», где дебютировал 28 августа в матче с «Фламенго» (2:3). 4 октября он забил первый гол в составе команды, поразив ворота также в матче с «Фламенго» (2:2). В 1938 году он помог команде выиграть турнир Начала чемпионата Рио-де-Жанейро. Паскоал забил один из голов в финальной игре с «Сан-Кристованом» (3:2). В 1940 году футболист стал лучшим бомбардиром «Ботафого» в сезоне, забив 22 гола в 32 матчах. Из них восемь в турнире Рио-Сан-Паулу, где форвард занял третье место в списке лучших бомбардиров. В 1941 году он получил тяжёлую травму лодыжки, из-за чего был вынужден пропустить заграничное турне клуба по Мексике. Через два года Паскоал покинул «Ботафого». Последний матч за клуб он провёл 18 сентября 1943 гола против «Бонсусессо» (6:4). Всего в составе команды футболист сыграл 157 матчей и забил 106 голов, из которых 109 матчей и 74 гола в чемпионате штата Рио-де-Жанейро.
После ухода из «Ботафого», Паскоал возвратился в «Канто до Рио». Там он выступал до 1947 года. Завершив игровую карьеру, Паскоал работал в сфере торговли, а также трудился в дорожной инспекции Нитероя. В 1948 году он покончил с собой.

## Достижения
- Победитель турнира Начала чемпионата Рио-де-Жанейро: 1938

## Личная жизнь
Паскоал был женат на Абигайл Перейре. У них в браке родилась дочь по имени Тереза.